# Quartz 2D
Quartz 2D是在Mac OS X中的主要繪圖函式庫。它取代早期版本的Mac OS（現在稱為"Classic"）所使用的QuickDraw。
Quartz 2D是以Adobe PDF（一種統一的檔案格式，不管在那個平台上建立，在任何來源的文件中保留所有的字型，格式，顏色，以及繪圖）1.4版本為基礎。他是源自NeXT的Display PostScript後代。
Quartz 2D與QuickDraw在數個關鍵領域有所不同。QuickDraw天生地以raster圖形為基礎，基本的繪圖元素是像素。Quartz 2D替代地使用更數學的方法，座標空間是二維實數所定義的抽象觀念。在這個空間的點可以被連線起來形成路徑，像是直線，貝茲曲線等等。要在顯示器上建立實際上的影像，那些路徑就會被點陣化在顯示器裝置解析度下用來產生像素。這樣允許相同的繪圖指令可以在任何裝置上，使用可以得到的最佳解析度，來產生相同的輸出。就像在PostScript，路徑可以被劃線成為外框，直線以此類推，且封閉的路徑可以被填滿而創造出實體的形狀。文字是簡單地由路徑產生，然後形成文字標記的形狀。

## 外部連結
- Mac OS X –特色（页面存档备份，存于） –取自Apple
- Drawing with Quartz 2D – Apple的開發者文件
- Quartz 2D參考文件
- 為QuickDraw程式設計師簡介Quartz 2D（页面存档备份，存于） – O'Reilly's MacDevCenter的開發者文件